# 江田島市林野火災
江田島市林野火災（えたじましりんやかさい）は、2024年1月13日に広島県江田島市で発生した大規模な林野火災である。1月17日に消火活動を終了し鎮火された。この火災による死者及び負傷者は発生していない。

## 概要
2024年1月13日10時23分頃、江田島市大柿町大君の陀峯山付近から火事が発生しているとの119番通報を受け消防車が出動し、広島市消防局が消防車の応援に至った。この日、江田島市では強風注意報と乾燥注意報が発表されていた。県と広島市のほか、自衛隊のヘリコプターや広島市の消防艇なども加わり消火し、1月16日に鎮圧、1月17日17時に鎮火された。